# ペリービル高校 (ミズーリ州)
ペリービル高校（英: Perryville Senior High School）は、アメリカ合衆国ミズーリ州ペリービルの南に位置する公立高校である。

## 概要
ペリー郡・第32地区公立学校に属する。対象は第9学年から第12学年まで4年間。日本の中学三年から高校三年までにあたる。授業料は無料で、教科書は学校から貸し出しされる（学期終了時に返却）。スクールバスがあり、郡内各地に送迎を行っている。ミズーリ州の運転免許を保持する者は自家用車での通学が可能（駐車場あり）。2008-09年のデータでは、在学生の人種構成は白人 97.6％、黒人 0.4％、アジア系 0.7％、ヒスパニック 1.2％、ネイティブアメリカン 0.0％である。

## 留学
ESLなどのサポートプログラムはないが、ヨーロッパなどから交換留学生を受け入れている。またかつて、茨城県の水城高校と定期的に短期留学生を交換していた。市内に日本の企業があるため出向者家族が通うこともあり、日本人卒業生もいる。

## 進学先
大学への進学率は20％ほど。自宅から通勤可能なケープジラード市のサウスイースト・ミズーリ州立大学への進学が最も多い。他にミズーリ大学、セントルイス大学、南イリノイ大学カーボンデール校など。大学進学時の共通テストは、東部や西部で一般的なSATよりも中西部で一般的なACTを受験する学生が多い。